# 石川県立松任高等学校
石川県立松任高等学校（いしかわけんりつ まっとうこうとうがっこう、英: Ishikawa Prefectural Matto High School）は、石川県白山市馬場にある公立の高等学校。

## 概要
1963年（昭和38年）に創立した白山市（旧・松任市）の旧松任市街の南端に位置している中堅規模校。通称は「松高（まっこう）」、または「松任（まっとう）」。

## 設置学科
- 普通科（2年次より文系と理系に分かれる）
- 総合学科（2年次より下記の3系列に分かれる）
  - 人文国際系列
  - 情報ビジネス系列
  - 人間創造系列

## 沿革

### 経緯
1963年（昭和38年）に石川県立松任農業高等学校（現・石川県立翠星高等学校）を分校する形で、石川県立の普通科高校として設立される。当初は定時制課程も併設されていた。2000年（平成12年）より総合学科制に移行したが、2010年（平成22年）より総合学科と普通科の2科に改編される。

### 年表
- 1963年（昭和38年）
  - 1月- 本校発足（松任農業高等学校校舎供用）。
  - 3月 - 校章制定。
  - 4月 - 松任農業高校の全日制家政科・定時制中心校及び同美川分校の生徒を本校移籍。
  - 11月 - 校旗樹立、校歌制定。
- 1964年（昭和39年）
  - 5月 - 松任農業高等学校三浦町移転　校舎本校専用となる。
  - 10月 - 創立記念日制定（10月５日）。
- 1966年（昭和41年）5月 - 第1体育館完成。
- 1967年（昭和42年）7月 - 管理教室等完成。
- 1970年（昭和45年）3月 - 第2体育館完成。
- 1972年（昭和47年）
  - 3月 - 定時制美川分校廃止。
  - 7月 - プール竣工。
- 1972年（昭和47年）10月 - 創立10周年記念式典挙行。
- 1974年（昭和49年）9月 - 管理棟・玄関増築工事完成。
- 1975年（昭和50年）4月 - 家政科募集停止。
- 1979年（昭和54年）3月 - 図書室を含む教室棟増築工事完成。
- 1980年（昭和55年）
  - 7月 - 格闘場増築工事完成。
  - 9月 - 第2体育館新築及び管理教室棟増築工事完成。
- 1982年（昭和57年）
  - 3月 - 定時制廃止。
  - 5月 - 管理教室東棟増築工事完成。
  - 9月 - 創立20周年記念式典挙行。
- 1983年（昭和58年）11月 - トレーニング場、第2体育館ステージ増築工事完成。
- 1984年（昭和59年）3月 - プール上屋、弓道場増築工事完成。
- 1985年（昭和60年）6月 - 運動場整備工事完了。
- 1992年（平成4年）
  - 4月 - テニスコート整備工事完了。
  - 10月 - 創立30周年記念式典挙行。
- 2000年（平成12年）
  - 4月 - 普通科を総合学科に改編。
  - 12月 - 管理教室棟大規模改修・耐震補強工事完成。
- 2001年（平成13年）12月 - 特別教室棟大規模改修・耐震補強工事完成。
- 2002年（平成14年）9月 - 創立40周年記念式典挙行。
- 2010年（平成22年）4月 - 総合学科と普通科の2科に改編。
- 2012年（平成24年）10月 - 創立50周年記念式典挙行。
- 2016年（平成28年）7月 - 高校生の基礎学力の定着に向けた学習改善のための調査研究事業（文部科学省指定）。
- 2017年（平成29年）10月 - 管理教室棟及び第１体育館大規模改修工事完成。
- 2024年（令和6年）1月1日 - 令和6年能登半島地震の揺れで、廊下の内壁にひび割れ、廊下に亀裂が生じるなどの被害を受ける[1]。

## 部活動

### 運動部
- 陸上競技部
- フェンシング部（男・女）
- バレーボール部（男・女）
- サッカー部
- 野球部
- バスケットボール部（男・女）
- ソフトテニス部
- 卓球部（男・女）
- バドミントン部（男・女）
- 水泳・水球部
- 弓道部
- 自転車競技部

### 文化部
- ワープロ部
- 英会話部
- 美術部
- 華道部
- JRC部
- 茶道部
- 書道部
- 吹奏楽部
- 放送部
- 合唱部
- 写真部

## 教育方針
校是
- 「明き心に」清純にして高き理想
- 「深き心に」学問の道を求めるたゆみなき努力
- 「堅き心に」愛校心　団結心

## アクセス
この項の出典 : 
| 運行事業者     | 路線・系統       | 最寄り駅・停留所および徒歩所要時間 |
| -------------- | ---------------- | ---------------------------------- |
| IRいしかわ鉄道 | IRいしかわ鉄道線 | 松任駅、約10分                     |
| 北陸鉄道バス   | 40・41           | 「松任高校前」、約3分              |
| 北鉄白山バス   | 47               | 「松任高校前」、約3分              |

## 著名な関係者
- 木村富雄 - 元プロ野球選手（東急フライヤーズ）
- 坂本康正 - 金沢工業大学工学部情報通信工学科教授
- 坂下翠 - 女子野球日本代表
- 荒能吉輝 - プロゴルファー
- 高橋彪 - モデル
- 大谷駿斗 - サッカー選手（ツエーゲン金沢）
- 前哲雄 - 川北町長